# Oxana Pavlyk
Oxana Pavlyk, nata Oksana Petrivna Pavlyk (in ucraino Оксана Петрівна Павлик?; Zaporižžja, 12 settembre 1976 – Salerno, 2 agosto 2023), è stata una pallamanista ucraina con cittadinanza italiana.

## Biografia

### Caratteristiche tecniche
Le sue caratteristiche erano la velocità e la tecnica. Giocava nel ruolo di ala destra ed era mancina.

### Carriera

#### Club
Militò nella squadra campione d'Italia 2010-2011, ITC Ceramiche Salerno. Nel 2012, dopo il suo ritiro, la PDO Salerno ritirò il suo numero di maglia , salvo poi riconcederglielo un anno dopo quando lei decise di tornare a giocare.

#### Nazionale
Vestì la maglia della nazionale italiana di pallamano.